# Waclaw Orlikowsky
Waclaw Orlikowsky (* 8. November 1921 als Grigori Podlesny, ukrainisch Григорій Подлєсний,  in Charkow; † 25. Juni 1995 in Basel) war ein ukrainisch-schweizerischer Ballettmeister.

## Leben und Werk

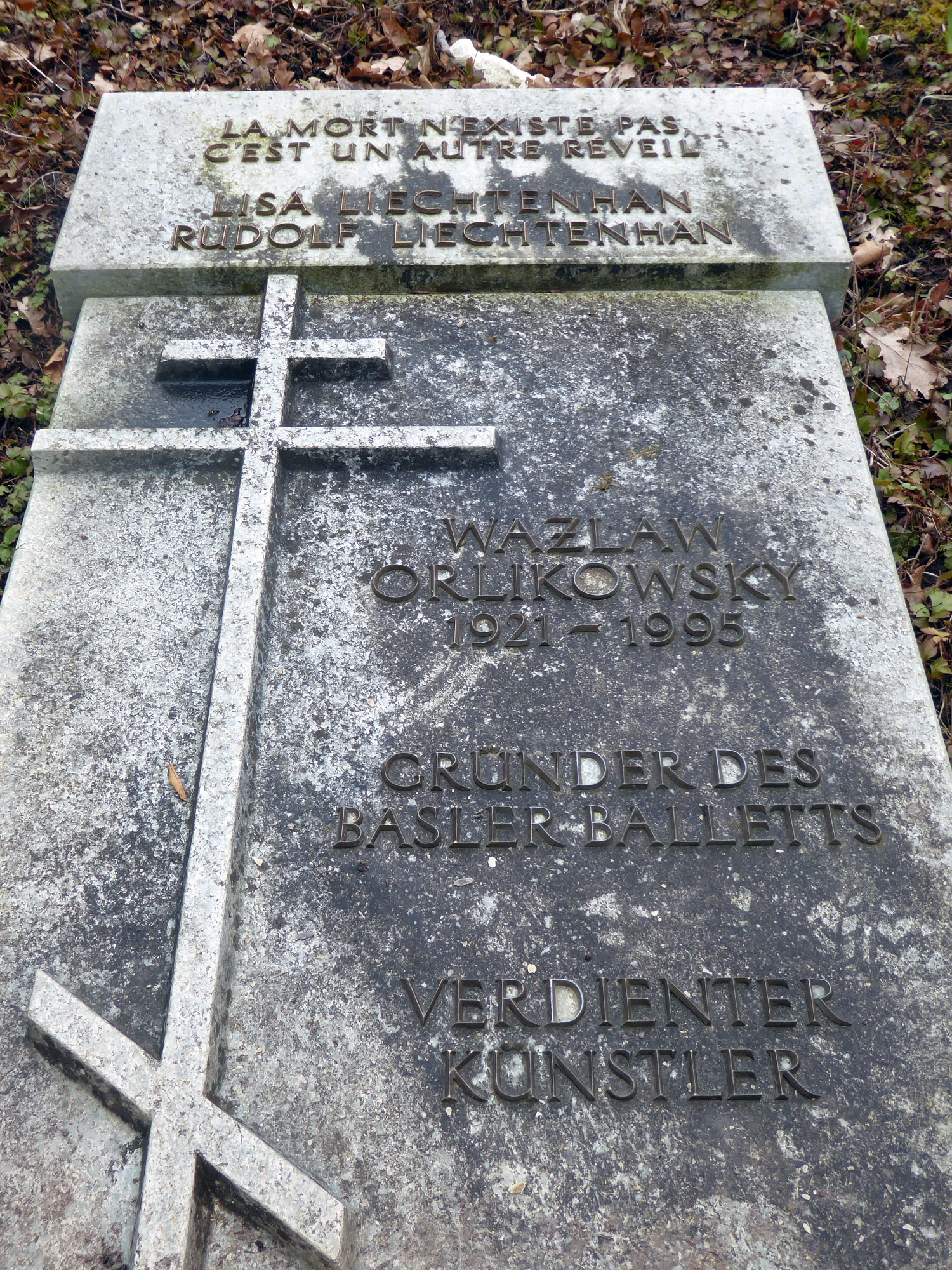
Grab auf dem Friedhof am Hörnli

Orlikowsky war ein Sohn von Appolinarius Podlessny und der Maria, geborene Zibina. Er machte eine Ballettausbildung bei Viktor Sulima und Wladimir Preobraschenski. Von 1939 bis 1945 war er Tänzer in Charkow, Tiflis und Lemberg, von 1952 bis 1955 war er Ballettmeister in Oberhausen. Als erster in Deutschland studierte er 1955 den gesamten Schwanensee ein und machte das traditionelle und zeitgenössische russische Handlungsballett populär.

### In Basel
1955 nahm Orlikowsky eine Stelle als Ballettmeister in Basel an und entließ alle Tänzer, da sie seinen Ansprüchen nicht genügten. Mit der neuen Truppe feierte er mit seinen Inszenierungen, die in der Tradition des klassischen Tanzes standen, in der ganzen Schweiz große Erfolge. 1960 gelang ihm ein Triumph bei der Berliner Festwoche. Das Basler Ballett wurde dank ihm international bekannt. Die eigenständige klassische Interpretation von Schlüsselwerken aus dem 20. Jahrhundert und ihre Aufführungen sind als Basler Ballettwunder in die Geschichte eingegangen. Der Schwanensee wurde in Basel allein in der ersten Saison 51 Mal aufgeführt. Orlikowsky war nicht nur ein versierter Choreograf, sondern vor allem ein großer Theatermann und Bühnenmagier, der in Basel auch Opern und Operetten inszenierte.
Orlikowsky  fand seine letzte Ruhestätte auf dem Friedhof am Hörnli.

### Weitere Stationen
Von 1966 bis 1971 arbeitete er an der Wiener Staatsoper und von 1975 bis 1990 in Graz. Darüber hinaus war er international als Gastchoreograf tätig.

### Auswahl von Ballettaufführungen
- Schwanensee Musik von Pjotr Iljitsch Tschaikowski
- Giselle, Musik von Adolphe Adam
- Dornröschen, Musik von Pjotr Iljitsch Tschaikowski
- Der Nussknacker, Musik von Pjotr Iljitsch Tschaikowski
- Daphnis und Chloë, Musik von Joseph-Maurice Ravel
- La Valse, Musik von Joseph-Maurice Ravel
- Der Feuervogel, Musik von Igor Fjodorowitsch Strawinski
- Petruschka, Musik von Igor Fjodorowitsch Strawinski
- Der wunderbare Mandarin, Musik von Béla Bartók
- Amphion, Musik von Arthur Honegger
- Romeo und Julia, Musik von Sergei Sergejewitsch Prokofjew
- Cinderella, Musik von Sergei Sergejewitsch Prokofjew
- Die steinerne Blume, Musik von Sergei Sergejewitsch Prokofjew
- Der Pagodenprinz, Musik von Benjamin Britten
- Die Fontäne (Die Quelle von Bachtschisseraj), Musik von Boris Wladimirowitsch Assafjew
- Dorian Gray – today, Musik von Max Lang (Uraufführung)
- Fünf Etagen, Musik von Henri Sauguet (Uraufführung)
- Peer Gynt, Musik von Edvard Grieg (Uraufführung)

## Werk
- Das klassische Ballet – mein Leben. 1998 (mit einem Werkverzeichnis)